# Bandidus septus
Bandidus septus is een insect uit de familie van de mierenleeuwen (Myrmeleontidae), die tot de orde netvleugeligen (Neuroptera) behoort. 
Bandidus septus is voor het eerst wetenschappelijk beschreven door Gerstäcker in 1885.